# Misie sui iuris Turks a Caicos
Misie sui iuris Turks a Caicos je katolickou misií a její ritus je latinský.

## Území
Misie zahrnuje celé území ostrovů Turks a Caicos.
Sídlem misie je ostrov Grand Turk.
Misie se dělí na 2 farnosti. K roku 2017 měla 10 000 věřících a 4 misijní kněze.

## Historie
Misie byla zřízena 10. června 1984, a to z území diecéze Nassau.

## Seznam superiorů
- Lawrence Aloysius Burke, S.J. (1984-1998)
- Theodore Edgar McCarrick (1998-2000)
- John Joseph Myers (2001-2016)
- Joseph William Tobin, C.SS.R. (od 2016)